# Pankratész (filozófus)
Pankratész (?) görög költő, filozófus.
A cinikus filozófia követője volt. Egyetlen költeményét az Anthologia Graeca tartotta fenn.[forrás?]